# Joseph Montoya
Pour les articles homonymes, voir Montoya.
Joseph Manuel Montoya (Pena Blanca (Nouveau-Mexique), 1915-Washington, D.C., 1978) est un homme politique américain. 
Descendant de colons espagnols, il est sénateur démocrate du Nouveau-Mexique de 1964 à 1977 et est membre de la Commission sénatoriale sur le Watergate en 1973.